# Moulton, Texas
Moulton är en ort i Lavaca County i delstaten Texas, USA.